# Atelier Escha & Logy: Alchemists of the Dusk Sky
Atelier Escha & Logy: Alchemists of the Dusk Sky (Japans: エスカ＆ロジーのアトリエ ～黄昏の空の錬金術士～ Esuka & Rojī no Atorie ～Tasogare no Sora no Renkinjutsushi～) is een Japanse role-playing game ontwikkeld door het Japanse bedrijf Gust. Het spel kwam op 27 juni 2013 uit in Japan en op 7 maart 2014 in Europa voor de PlayStation 3. Op 25 januari is een Playstation Vita port uitgebracht genaamd Atelier Escha & Logy Plus: Alchemists of the Dusk Sky Het spel is een turn-based role-playing game waarbij de speler en de vijand om de beurt acties mogen uitvoeren.
Atelier Escha & Logy is het 15e deel in de Atelier-serie en tevens het 2e deel in de Dusk Sky trilogy. In tegenstelling tot voorgaande delen krijgt de speler aan het begin van het spel de keuze uit 2 hoofdpersonages. Hoewel het verhaal hetzelfde blijft zijn er verschillen in bepaalde evenementen en eindes in het spel. Alchemie speelt wederom een grote rol in het verloop van het spel, en zit er een verschil in de soorten alchemie die beide personages kunnen gebruiken.

## Anime
Atelier Escha & Logy: Alchemists of the Dusk Sky is het eerste spel in de Atelier reeks met een eigen anime-serie. De serie is gemaakt door het Japanse bedrijf Studio Gokumi. De serie heeft 12 afleveringen en liep in Japan van 10 april 2014 tot 26 april 2014.

## Ontvangst
| Beoordeeld door | Score  |
| --------------- | ------ |
| Metacritic      | 79/100 |